# Мирча (Бучанський район)
Ми́рча — село в Україні, у Бучанському районі Київської області. Входить до складу Бородянської селищної громади.
Населення — близько 1000 жителів.

## Географія
Селом протікає річка Мирча, права притока Талі.
На південно-західній стороні від села бере початок річка Бурвовиця, права притока Талі.

## Історія
За 5 кілометрів на північний захід від села, у лісі, на правому березі тепер висохлої ріки Таль, розташоване округле городище 65 на 75 метрів – залишки військового форпосту XVII–XVIII століть. Зберігся потужний кільцевий вал заввишки 3,5 метрів. Про це городище, яке розташоване за 15 верств на північ від Бородянки, а також біля села Гути Тальської, є відомості з ХІХ століття.
Станом на 1885 рік у колишньому власницькому селі Бородянської волості Київського повіту Київської губернії мешкало 290 осіб, налічувався 31 двір, існували водяний млин і склозавод.
За переписом 1897 року кількість мешканців зросла до 554 осіб (274 чоловічої статі та 280 — жіночої), з яких 509 — православної віри.
12 листопада 1921 р. під час Листопадового рейду через Мирчу проходила Подільська група (командувач Сергій Чорний) Армії Української Народної Республіки.
У повоєнний час у Мирчі розташовалась бригада колгоспу "Перемога", центральна садиба якого - в селі Качалах. Також після війни тут працював склозавод, заснований у 1840 році.
До 12 червня 2020 року було центром Мирчанської сільської ради.

## Джерело
- Мирча[недоступне посилання з квітня 2019]
- обліко 240 жителів — учасників Великої Вітчизняної війни — відзначено урядовими нагородамива картка на сайті ВРУ[недоступне посилання з квітня 2019]
- Верига Василь. Листопадовий рейд 1921 року. — Київ: Видавництво «Стікс», 2011.

| Україна | Це незавершена стаття з географії України. Ви можете допомогти проєкту, виправивши або дописавши її. |